# GJ 9827
GJ 9827 és una estrella a la constel·lació dels Peixos. És una estrella de seqüència principal de tipus K amb una magnitud aparent de 10,250. Es troba a 97 anys llum (30 parsecs) de lluny, basat-se en paral·laxi.
El període de rotació de l'estrella no es va poder determinar (2020) però podria ser d'uns 15 o 30 dies, depenent de la interpretació de les dades disponibles.

## Sistema planetari
GJ 9827 té 3 planetes en trànsit vists per l'observatori espacial Kepler mitjançant el sondeig K2. A l'octubre de 2017, va ser l'estrella més propera descoberta que tenia exoplanetes en trànsit trobats per les missions Kepler o K2. Els planetes (b, c, d) tenen radis d'1,62, 1,27 i 2,09 vegades el de la Terra, i períodes d'1,209, 3,648 i 6,201 dies (proporcions 1:3:5). A causa de la seva distància propera, el sistema es considera un objectiu excel·lent per estudiar l'atmosfera dels exoplanetes.
A finals de 2017, les masses dels tres planetes es van determinar mitjançant l'espectrògraf del cercador de planetes del telescopi Magellan II. Es va trobar que el planeta b era molt ric en ferro, el planeta c sembla ser principalment rocós, i el planeta d és un típic planeta ric en volàtils. Es considera que GJ 9827b és un dels planetes més densos que s'han trobat fins ara, amb la seva massa que conté aproximadament ≥50% de ferro.
Unes mesures més precises de velocitat radial publicades a finals de febrer de 2018 van revelar que els tres planetes tenen una densitat més baixa que la Terra i tenen una certa quantitat de volàtils en les seves composicions. GJ 9827b i c són principalment rocosos (que contenen menys de l'1% de fracció en massa d'aigua i heli i hidrogen insignificants) amb embolcalls volàtils molt prims, mentre que GJ 9827d és més semblant a un mini-Neptú. La pèrdua de l'atmosfera primordial es va confirmar indirectament el 2020, ja que no es va detectar heli a GJ 9827 d. Amb una massa d'uns 1,5 M🜨, GJ 9827c és un dels planetes menys massius detectats amb velocitat radial. Les atmosferes de GJ 9827b i GJ 9827d no es van detectar en absolut a les observacions del 2021.
Un estudi de 2023 utilitzant el telescopi espacial Hubble va detectar vapor d'aigua a l'atmosfera de GJ 9827 d. Aquest estudi descriu el planeta com un potencial món oceànic.
| Companya (per ordre des de l'estrella) | Massa              | Semieix major (ua) | Període orbital (dies) | Excentricitat | Inclinació | Radi                  |
| -------------------------------------- | ------------------ | ------------------ | ---------------------- | ------------- | ---------- | --------------------- |
| b                                      | 5,14±0,47 M⊕       | 0,01880±0,00016    | 1,2089819(71)          | <0.063        | —°         | 1,577+0,027 −0,031 R⊕ |
| c                                      | <1.3 M⊕            | 0,03925±0,00033    | 3,648096(63)           | <0.094        | —°         | 1,241+0,024 −0,026 R⊕ |
| d                                      | 3,53+0,87 −0,88 M⊕ | 0,05590±0,00046    | 6,201470(63)           | <0.13         | —°         | 2,022+0,046 −0,043 R⊕ |